# Manuel Landaeta Rosales
Manuel Landaeta Rosales (Caracas, Venezuela, 27 de diciembre de 1847-ibídem, 13 de agosto de 1920) fue un historiador, investigador, compilador, político, positivista y militar venezolano, director de la Biblioteca Nacional.

## Investigación histórica
Inició trabajos de registro y resguardo de documentos históricos, institucionales, territoriales, y estadísticos. Es nombrado, en 1889, director de la oficina para publicación de la gran recopilación geográfica, estadística e histórica de Venezuela, presentó publicaciones, manuscritos y compilaciones sobre los periodos de Juan Pablo Rojas Paúl, Joaquín Crespo, Cipriano Castro y Juan Vicente Gómez..[cita requerida]

## Director de la Biblioteca Nacional
Desempeñó cargos públicos en el Ministerio de Relaciones Interiores, fue miembro principal del Consejo Municipal del Distrito Federal y Director de la Biblioteca Nacional de Venezuela, alternaba sus investigaciones con las labores administrativas. 
- Libros publicados: 21
- Folletos editados: 52
- Estudios históricos publicados en periódicos: 141
- Biografías y Hojas de Servicio publicados en la prensa: 48
- Obras históricas y estadísticas en que ha colaborado: 28
- Obras inéditas: 23 con 48 volúmenes
- Folletos inéditos: 12

Para la época de su muerte había aumentado el número de folletos publicados a 74.

## Obras[4]

### Publicaciones póstumas
- Biografía del valiente ciudadano general Ezequiel Zamora /1961
- Rasgos biográficos del ilustre prócer de la Independencia Dr. Francisco Espejo 1952
- Los cementerios de Caracas desde 1567 hasta 1906 / 1964 póstumo
- Procedencia del general Manuel Piar 1963

### Publicaciones
- Biografía del benemérito general Joaquín Crespo	1893
- Hombres y mujeres notables en la guerra de la independencia de Venezuela	1894
- Grandes honores acordados al libertador Simón Bolívar	1900
- Biografía documentada del coronel Miguel Antonio Vásquez	1911
- Riqueza circulante en Venezuela 1927 Índice de los trabajos históricos y estadístico 1909 Maracay, 1697 a 1915 1916
- Estatuas y pilas antiguas de Caracas 1907
- Rasgos biográficos del general Venancio A. Morín / Manuel Landaeta Rosales. 1916
- La casa histórica de la plaza de San Pablo 1900
- La Victoria. 1914
- Dos próceres de la independencia: el licenciado Juan Antonio Rodríguez, el General José de La Cruz Paredes, hijos de la ciudad de Nutrias, de la antigua Provincia de Barinas / Manuel Landaeta R., Ricardo Becerra. 1905
- La viruela y la vacuna en Venezuela. 1919
- División político-territorial del Distrito Federal desde su creación en 1864 hasta hoy 1917
- La casa histórica de la esquina de las gradillas en Caracas 1916
- Venezuela en el Centenario de su independencia, 1811-1911 : publicación hecha de orden del ciudadano general Juan Vicente Gómez, presidente constitucional de la República. 1912
- Colección de medallas, monedas y fichas 1911
- La Casa fuerte de Barcelona 1911
- Sacerdotes que sirvieron a la causa de la independencia de Venezuela de 1797 a 1823 1911
- La Batalla de Carabobo, 1821 1911
- Rasgos biográficos del general Juan Vicente Gómez 1909?
- Biografía del Teniente Coronel realista Don Antonio de Guzmán [manuscrito] /1909
- Expediciones de piratas y escuadras extranjeras a las aguas y costas de Venezuela, desde 1528 hasta 1799 1903
- Banderas y divisas usadas en Venezuela 1903
- Los venezolanos en el exterior 1903
- Invasiones de Colombia a Venezuela en 1901, 1902 y 1903 / 1903
- Los héroes de Santa Inés 1903
- Datos sobre la agricultura en Venezuela 1897
- Falcón y Zamora 1897
- La libertad de los esclavos en Venezuela: publicación hecha de orden de la junta directiva del centenario del General José Gregorio Monagas.1895
- Hoja de servicios del general José Antonio Anzoátegui 1894
- Hoja de servicios del Libertador Simón Bolívar 1889

### Compilaciones
- "Gran recopilación geográfica, estadística e histórica de Venezuela" 1889 primer tomo, el segundo tomo se publicó en 1963 póstumo
- Don José Ignacio del Pumar : Marqués de las Riberas de Boconó y Masparro y Visconde del Pumar 19115
- Hoja de servicios del general Joaquín Crespo 1893
- Hoja de servicios del General José Gregorio Monagras	1895
- Hoja de servicios del general de división Juan Bruno Delgado	1896
- La provincia de Barinas en 1787	1917

### Corrector
- La voluminosa obra "Historia contemporánea de Venezuela".